# Перепис майора Хрущова 1732 року
Перепис майора Хрущова — це один з найважливіших демографічних та історичних документів, що стосуються Слобідської України у XVIII столітті. Цей перепис, проведений у 1732 році за указом російської імператриці Анни Іоанівни, мав на меті скласти точні списки населення для податкових та військових потреб. Особливу цінність він становить для вивчення історії Гетьманщини та Слобожанщини, оскільки містить детальні дані про соціальну структуру, кількість населення, склад сімей та їхнє майно.

## Історичний контекст
Після Полтавської битви (1709) російська влада почала посилювати контроль над українськими землями. Імператор Петро І, а згодом і його наступники, проводили численні реформи, спрямовані на уніфікацію адміністративно-територіального устрою та податкової системи. Одним із таких заходів став перепис, який отримав назву "Малоросійська ревізія", а пізніше став відомий як "перепис Хрущова".

## Мета та процес перепису
Основна мета перепису, який проводив майор Хрущов, полягала у встановленні точної кількості "ревізьких душ" — чоловічого населення, що підлягало оподаткуванню. Перепис охоплював усі соціальні верстви: козаків, міщан, селян та інших. У ході перепису фіксувалися:
- Прізвище, ім'я та по батькові голови родини.
- Склад сім'ї: кількість чоловіків, жінок та дітей із зазначенням віку.
- Становище: козак, міщанин, селянин тощо.

## Результати та значення перепису
Результати перепису Хрущова 1732 року дозволяють сучасним історикам:
- Оцінити демографічну ситуацію: Він дає уявлення про загальну чисельність населення, його густоту та розподіл.
- Дослідити соціальну структуру: Документ детально описує соціальні прошарки того часу, їхню чисельність та місце в суспільстві.
- Вивчити економічний стан: Інформація про майно дозволяє оцінити рівень життя різних верств населення.
- Простежити міграційні процеси: Дані перепису допомагають зрозуміти, звідки прибували люди і куди вони переселялися.